# Fabrizio Barbazza
Fabrizio Barbazza (ur. 2 kwietnia 1963 w Monzy) – włoski kierowca wyścigowy.

## Kariera

### Początki kariery
Fabrizio początkowo startował w motocrossie. Szybko jednak zmienił dwa kółka na cztery, debiutując w 1982 roku w Formule Monza. W następnym sezonie brał udział we Włoskiej Formule 3. Rywalizację w niej kontynuował również w kolejnych dwóch latach. Najlepszy sezon w tej serii zanotował w 1985 roku, kiedy to wygrał cztery wyścigi i zajął 3. miejsce w końcowej klasyfikacji.

### Starty w Ameryce
W 1986 roku Barbazza wyjechał do Ameryki Północnej, gdzie zadebiutował w nowo powstałej American Racing Series (później nazywanej Indy Lights). Jak się okazało, Fabrizio bardzo szybko odnalazł się w tej kategorii, zostając mistrzem, już w pierwszym podejściu. Wygrał wówczas cztery wyścigi.
W sezonie 1987 wystartował w serii CART, uzyskując w niej kilka bardzo dobrych wyników, w tym 3. miejsce w Indianapolis 500, oraz zostając debiutantem roku.

### Powrót do Europy
Do Europy powrócił w 1988 roku. Zadebiutował wówczas w Międzynarodowej Formule 3000. W serii tej wystąpił również w 1990, jednakże w obu przypadkach bez większego sukcesu.

### Formuła 1
Za sprawą dużego budżetu, Włoch zadebiutował w 1991 roku, w Formule 1, w zespole AGS. Słabe osiągi bolidu nie pozwoliły mu jednak na zakwalifikowanie się do żadnego, z czternastu wyścigów, do których został zgłoszony.
Po roku przerwy (wystartował wtedy w kilku wyścigach CART) Barbazza powrócił do F1, tym razem jednak do włoskiego zespołu Minardi. W ciągu siedmiu wyścigów ukończył tylko trzy wyścigi, z czego dwie na ostatnim punktowanym, szóstym miejscu (GP Europy i GP San Marino). Nie zmieniło to jednak decyzji szefostwa, by po Grand Prix Francji zastąpić go jego bardziej doświadczonym rodakiem, Pierluigim Martinim. Z dwoma „oczkami” sklasyfikowany został na 19. miejscu w klasyfikacji generalnej mistrzostw. Po tym sezonie nie znalazł już zatrudnienia w tej serii.

### Po Formule 1
Po braku szansy angażu w F1, Włoch wystartował w wyścigach samochodów sportowych. W 1995 roku, prowadząc Ferrari 333SP na torze Road Atlanta, brał udział w wypadku z Jeremym Dalem. Doznał wówczas ciężkich obrażeń głowy oraz klatki piersiowej, co doprowadziło do śpiączki. Pomimo powrotu do zdrowia, Włoch całkowicie zakończył karierę wyścigową i zajął się m.in. projektowaniem barier energochłonnych oraz prowadzeniem toru kartingowego.
Obecnie mieszka na Kubie, gdzie prowadzi ośrodek rybołówstwa.